# امباراراتا
امباراراتا (به لاتین: Ambararata) یک سکونتگاه مسکونی در ماداگاسکار است که در سوفیا (ماداگاسکار) واقع شده‌است.

## خصوصیات
امباراراتا ۱۳٬۰۰۰ نفر جمعیت دارد و ۱٬۱۸۸ متر بالاتر از سطح دریا واقع شده‌است.